# Observationshumor
Observationshumor är en form av komik som bygger på att komikern kommenterar en egen upplevelse, ofta något vardagsfenomen.